# 山本益博
山本 益博（やまもと ますひろ、1948年（昭和23年）4月11日 - ）は、日本の落語評論家であり、料理評論家。株式会社マスヒロジャパン代表取締役社長。現在の妻・山本美穂子は舞台衣装や歌舞伎バックなどを制作する織衣装作家。

## 人物
東京都出身。東京都立紅葉川高等学校、北海道札幌東高等学校を経て、早稲田大学第二文学部演劇学科卒業。

### 生い立ち
東京・浅草に育つが、高校時代に北海道に転居、大学進学のため1968年（昭和43年）3月に再び東京に戻った。生家は靴下問屋を営んでいた。現在は廃業している。
東京に戻った山本は、たまたま国立劇場小劇場の第五次落語研究会第一回（昭和43年3月14日）に入場し、そこで初めて桂文楽 (8代目)（黒門町）の落語を体験、黒門町の追っかけにかけることとなった。

### 落語研究
大学の卒業論文のテーマも桂文楽としたが、その論文はそのまま『桂文楽の世界』として商業出版されることになった。
大学卒業後は、落語界に知己の多い小沢昭一が主宰し、芸能研究雑誌の季刊『藝能東西』を刊行していた「新しい芸能研究室」に入社し、主に落語の評論を行った。朝日新聞夕刊と週刊朝日の演芸評を担当。
文楽死後に、『さよなら名人芸』（1974年）と、『笑いのアンコール 落語評論家宣言』（1980年）を出版、自身を落語評論家だと宣言した。KTVの演芸番組「花王名人劇場」ではプロデューサーを務めていた。テレビ朝日「ザ・テレビ演芸」の「飛び出せ!笑いのニュースター」コーナーでは審査員としてダウンタウン（当時・ライト兄弟）らを審査。

### 料理研究
山本には料理評論の著書もあり、関連して多くのメディアにも出演している。1980年代にはグルメブームの先駆け的存在として知られた。
1980年に出版された「東京・味のグランプリ200」は、東京のレストランを無印から最高評価の３つ星まで４段階評価した当時としては、画期的なレストランガイド本であり、一世を風靡した。※ただし、山本一人が全部執筆したわけではない。他の協力スタッフが存在したが、名前は記されていない。
料理人の料理への技巧を『仕事』と表現した先駆者でもある。フランス政府より農事功労勲章シュヴァリエを授与された。
一方、幻冬舎社長見城徹は2008年、『ゲーテ』誌上で山本を繰り返し批判した。2018年現在、10年経過したが、いまだ和解していない模様。

## 出演

### テレビ
- NHK『遊々専科』
- テレビ朝日『ザ・テレビ演芸』
- フジテレビ『料理の鉄人』
- テレビ朝日『タモリ倶楽部』
- BS朝日『FooDictionary』（2006年4月 - ）
- 東海テレビ『スタイルプラス』
- 愛川欽也の探検レストラン
- 日本テレビ『クイズ世界はSHOW by ショーバイ!!』（準レギュラー解答者）

### ラジオ
- クラシックだい好き（NHK-FM、2004年6月6日 - 2004年7月18日）

### 映画
- 日本のいちばん長い夏（2009年） - 上山春平 役
- 二郎は鮨の夢を見る（デヴィッド・ゲルブ監督による、2011年アメリカ映画。日本公開は2013年）
- 築地ワンダーランド（2016年）

## 著書

### 単著
- 『桂文楽の世界』芸風社　1972
- 『さよなら名人芸 桂文楽の世界』晶文社　1974
- 『パリのお菓子屋さん そのエスプリとアールを訪ねて』本橋成一撮影　文化出版局　1980
- 『名人芸「現在」を生きる』レオ企画　1980
- 『笑いのアンコール 落語評論家宣言』弘文出版　1980
- 『東京・味のグランプリ200』講談社　1982
- 『食卓のプラネタリウム』安西水丸画　講談社　1984
- 『東京味のグランプリ 1984』講談社　1984
- 『考える舌と情熱的胃袋』新潮社　1985
- 『東京味のグランプリ 1985』講談社　1985
- 『レストランする愉しみ 対談』駸々堂出版　1985
- 『食卓の三重楽』講談社　1986
- 『東京味のグランプリ 1986』吉田カツ画　講談社　1986
- 『ミシュラン抱えて 料理人からの伝言』駸々堂出版　1986
- 『味の100店練磨』文芸春秋　1987
- 『東京ポケット・グルメ 1988-89』文芸春秋　1987
- 『フランス美食街道 レストランが恐くなくなった日』文芸春秋　1988
- 『味の三人勝負』三浦憲治撮影　ティビーエス・ブリタニカ　1989
- 『東京ポケット・グルメ 1990-91年版』文芸春秋　1989
- 『山本益博の考える舌 選びぬかれた90店』ネスコ　1989
- 『5軒のホテル』マガジンハウス　1993
- 『プロフェッショナルの本領』新潮社　1994
- 『山本益博の東京食べる地図94-95』昭文社　1993-1994
- 『味な宿に泊まりたい』新潮社　1995　のち文庫
- 『ひと皿の歳時記』NTTメディアスコープ　1995
- 『オペラの旅へようこそ』NTTメディアスコープ　1996
- 『山本益博のダイブル 東京横浜＆近郊96-2001』昭文社　1996-2001
- 『普通の食事』安西水丸装画　マガジンハウス　1996
- 『宿は極楽・味は極上』NTTメディアスコープ　1996
- 『山本益博の一泊二日くいしんぼの旅』管洋志撮影　世界文化社　1996
- 『山本益博の「うまいの、なんの!」 春夏秋冬旬の味・旬の店』泉健太撮影　講談社　1997
- 『21世紀への料理書 こだわりの食材を求めて』萩原一写真　小学館　1999
- 『ずばり、この味』講談社　1999
- 『マスヒロがこっそり教える世界の<とっておき>』ブックマン社　1999
- 『エル・ブリ想像もつかない味』2002　光文社新書
- 『音楽で逢いましょう 忘れられぬ人、街、味への讃歌』音楽之友社　2002
- 『東京・味のグランプリ 勝ち抜いた59軒』講談社　2002
- 『至福のすし 「すきやばし次郎」の職人芸術』2003　新潮新書
- 『マスヒロの365日食べ歩き手帳 言うべきは言う!』講談社　2003
- 『イチローに学ぶ 失敗と挑戦』講談社　2006　「イチロー勝利への10カ条」静山社文庫
- 『そんな食べ方ではもったいない!』2006　青春新書インテリジェンス
- 『「3つ星ガイド」をガイドする』2007　青春新書インテリジェンス
- 『マスヒロの東京ずばり百軒』管洋志写真　実業之日本社　2007
- 『大人の作法』2008　ベスト新書
- 『山本益博の厳選!取り寄せごはん 生産者の顔が見える安全・安心な55品』青春出版社　2008
- 『味と出会い人と出逢う』みやび出版 2010
- 『人間味という味が、いちばん美味しい 料理人名語録』大和書房　2010
- 『立川談志を聴け　涙がこぼれた「富久」を私は一生忘れない』プレジデント社、2012

### 共編著
- 『グルマン 東京フランス料理店ガイド 1984』見田盛夫共著　新潮社　1983
- 『男の基本料理 プロの技に学ぶ』渡辺文雄共編著　講談社　1987
- 『食べる 店の流儀、客の心得』服部幸応共著　講談社　1996
- 『東京1000円味のグランプリ』マッキー牧元共著　講談社　2000
- 『東京1000円味のグランプリおかわり!』マッキー牧元共著　講談社　2004
- 『マスヒロの東京番付』東京番付編成会議共編　実業之日本社ブルーガイド　2008